# صيد أكتوبر الأحمر (رواية)
صيد أكتوبر الأحمر The Hunt for Red October هي الرواية الأولى للمؤلف الأمريكي توم كلانسي، ونشرت لأول مرة في 1 أكتوبر 1984 من دار نشر مطبعة المعهد البحري.
صنعت رواية «صيد أكتوبر الأحمر» شعبية المؤلف، ورسخت لاسمه كروائي، خاصة بعد أن صرح الرئيس الأمريكي آنذاك رونالد ريغان أنه كان يستمتع بقراءة الكتاب.
تم إصدار فيلم يحمل الاسم نفسه «صيد أكتوبر الأحمر» في 2 مارس 1990.

## القصة
تدور الأحداث حول ماركو راميوس قبطان غواصة السوفييتية حين ينشق مع غواصته التي تحمل اسم «أكتوبر الأحمر» وهي غواصة تحمل صواريخ باليستية نووية. وفي تلك الرواية تظهر لأول مرة شخصية جاك رايان المحلل في وكالة الاستخبارات الأمريكية، وهي شخصية خيالية تظهر مرات أخرى في روايات كلانسي. والذي يحاول إثبات نظريته في أن راميوس كان ينوي الهرب بغواصته إلى الولايات المتحدة.